# Ole Nordgaard
Ole Nordgaard, född 8 november 1862 i Grong, död 3 september 1931 i Trondheim, var en norsk biolog.
Nordgaard blev filosofie kandidat 1890 och föreståndare för Bergens biologiska station 1895 samt 1906 chef för Trondheims biologiska station och konservator vid denna stads vetenskapliga samfund. 
Nordgaards undersökningar om fiskarnas vandringar och hans praktiska fiskkläckningsförsök var av betydelse. Bland hans många hydrografiska och zoologiska arbeten kan nämnas Undersøgelser i fjordene ved Bergen (1900), Contributions to the Hydrography of the North Ocean (1901) och Oplysninger om seiens vekst og aate (1901), Studier over naturforholdene i vestlandske fjorde (I, 1903; II, 1909), Hydrographical and Biological Investigations in Norwegian Fiords (1905), samtliga i Bergens museums årsbok, Die Bryozoen des westlichen Norwegens (i Adolf Appellöfs samling "Meeresfauna von Bergen", 1906), Iagttagelser over sildens aate (i "Norske videnskabers selskabs skrifter", 1907) samt hans bearbetning av materialet från den norska Nordhavsexpeditionen 1876–78, den andra Framexpeditionen 1898–1902 och från Belgicaexpeditionerna, varjämte bearbetningen av de pelagiska hoppkräftorna från "Michael Sars" stora expedition 1910 överläts åt honom. 
Nordgaard författade även Træk af fiskeriets udvikling i Norge, I (i "Norske videnskabers selskabs skrifter", 1908) och (tillsammans med Karl Ditlev Rygh) Beskrivelse av Buset bopladsen (ibid., 1909). Han utgav 1914–20 bygdebeskrivningen Stod i fortid og nutid (två band) och 1918 biografi över Michael och Georg Ossian Sars.